# Ménage à trois (film)
Pour les articles homonymes, voir Ménage à trois (homonymie) et Better Late Than Never (homonymie).
Pour plus de détails, voir Fiche technique et Distribution.
Ménage à trois (Better Late Than Never) est un film britannique réalisé par Bryan Forbes, sorti en 1983.

## Synopsis
Deux hommes sont les grands-pères potentiels d'une riche héritière, mais l'héritage n'ira qu'à celui que choisira la fillette.

## Fiche technique
- Titre original : Better Late Than Never
- Titre français : Ménage à trois
- Réalisation : Bryan Forbes, assisté d'Yves Amoureux
- Scénario : Bryan Forbes
- Direction artistique : Georges Petitot
- Décors : Peter Mullins
- Costumes : Laurel Staffell
- Photographie : Claude Lecomte
- Montage : Phillip Shaw
- Musique : Henry Mancini
- Production : Jack Haley Jr., David Niven Jr (en)
- Production associée : Colin M. Brewer
- Production déléguée : Raymond Chow
- Société de production : Golden Harvest, Warner Bros.
- Société de distribution : Warner Bros.
- Pays d'origine :  Royaume-Uni
- Langue originale : anglais
- Format : couleur (Technicolor) — son Mono
- Genre : Comédie
- Durée : 89 minutes
- Dates de sortie : Royaume-Uni : 15 avril 1983

## Distribution
- David Niven : Nick Cartland
- Art Carney : Charley Dunbar
- Maggie Smith : Mlle Anderson
- Catherine Hicks : Sable
- Lionel Jeffries : Bertie Hargreaves
- Melissa Prophet (it) : Marlene
- Kimberley Partridge : Bridget
- George Hilsdon : le majordome
- Claude Coppola : Louis
- Marie Marczack : la nounou